# Asphaltene

Beispielhafte Strukturformel eines Asphaltens. Die geraden Linien stellen die Schichten aus kondensierten Aromaten dar, die Zickzack-Linien sind aliphatische Ketten.

Asphaltene sind makromolekulare, heteroatomare und schwermetallhaltige (Nickel, Eisen, Vanadium), überwiegend schwarze oder dunkelbraune und feste (nichtflüchtige) organische Verbindungen. Sie bilden die schwersten und am stärksten polaren Komponenten des Erdöls. Sie sind in natürlichem Asphalt und Schweröl sowie in den Rückständen der Erdölraffination (Schweröl, Bitumen) angereichert und für deren hohe Viskosität verantwortlich. Asphaltene sind  aus kondensierten Aromaten aufgebaut, an denen aliphatische Ketten ansitzen. Zumeist sind die kondensierten Aromaten dabei lagig angeordnet und sowohl innerhalb einer Schicht als auch zwischen den Schichten können sie durch die aliphatischen Ketten miteinander verbunden sein.
Der Name Asphalten wurde 1837  vom französischen Chemiker Jean-Baptiste Boussingault für den in Alkohol unlöslichen, festen, schwärzlichen Rückstand der Destillation von „Bechelbronner Bergtheer“ (d. h. Schweröl aus den Pechelbronner Schichten) geprägt, wegen seiner Ähnlichkeit mit und als mutmaßlicher Hauptbestandteil von natürlichem Asphalt. Heute sind Asphaltene in Deutschland nach DIN 51595 definiert als die bei Temperaturen zwischen 18 und 28 °C unlöslichen Bestandteile einer 30-fach mit dem unpolaren Lösungsmittel n-Heptan verdünnten Rohölprobe. Der lösliche Anteil wird als Malten bezeichnet. Die Asphaltene sind somit keine organische Stoffgruppe im eigentlichen Sinne, weil sie nicht chemisch über ihre Molekülstruktur oder ihre funktionelle(n) Gruppe(n), sondern über physikalische Eigenschaften definiert sind.